# Inmigración española en El Salvador
La inmigración española en El Salvador se refiere a la población española y sus descendientes en El Salvador. Es el movimiento migratorio más numeroso e importante que recibió históricamente El Salvador, pues desde la época colonial, constituye la mayor comunidad europea del país. 
Los españoles comenzaron a emigrar desde la colonia principalmente de Galicia y Asturias, después de la colonia comenzarían a llegar olas masivas de inmigrantes españoles hacia el país, los españoles dejaron su cultura, gastronomía, religión, lengua y linaje en el país.
En la actualidad la mayoría de la población del país tiene ascendencia española y un gran número de la población del país tiene apellidos españoles. Además la comunidad española es una de las más numerosas de América Central, ya que supera los 2000 ciudadanos españoles en el país.

## Historia

### Época Colonial

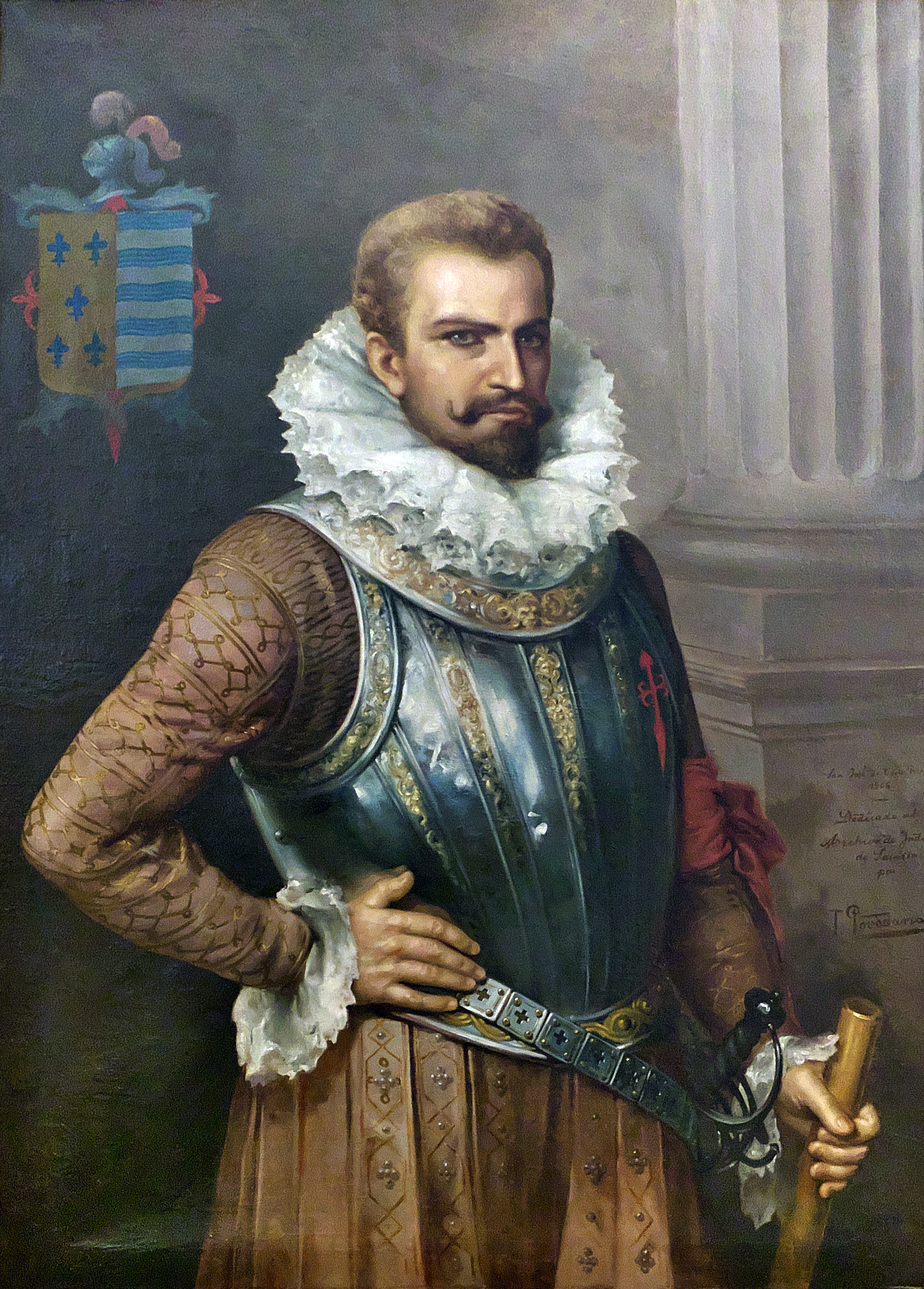
Retrato de Pedro de Alvarado fue uno de los conquistadores de El Salvador.

La primera visita conocida de españoles a lo que hoy es territorio salvadoreño fue realizada por el almirante  Andrés Niño, a la cabeza de una expedición, desembarcó en la isla de Meanguera en el (golfo de Fonseca) y posteriormente llegó a lo que hoy es la bahía de Jiquilisco y la desembocadura del río Lempa. Sin embargo, la conquista del actual El Salvador comenzaría en 1524 con la incursión infructuosa de Pedro de Alvarado al señorío de Cuzcatlán, terminando en la década de 1540 con la total conquista y pacificación del señorío potón o de lencas salvadoreños ubicado en la zona oriental, ahí se fundó la Villa de San Salvador y comenzaron a llegar españoles.
Antes de la llegada de los españoles, la población indígena estaba estimada entre unos 100.000 a 500.000 que sufrió una importante caída debido a las enfermedades traídas por los españoles y la hostilidad de parte de los españoles hacia ellos, la declinación de la población nativa era incontable y precipitada.
La Villa de San Salvador era ciudad pequeña, con parques regulares, las calles algo torcidas, la villa parecía una aldea actual, con apenas unas 50 o 60 casas, una iglesia y un cabildo, todos los habitantes de esta villa eran campesinos que tenían que buscar sustentos a sus familias.
La provincia de Cuscatlán fue conquistada, pero el oriente y el norte, seguían libres del dominio español y la población indígena era  reducida, aun así sometieron a algunos pueblos lenca con el dominio.
Las empresas de conquista fueron actividades privadas sobre las cuales el Rey de España ejercía un muy limitado control. Dentro de las mismas bandas de conquistadores se daba una jerarquización determinada por el dinero aportado para la campaña, su grado militar, el parentesco con los líderes y su antigüedad como guerrero. 
Más adelante arribaron inmigrantes que no podían presumir de pertenecer al grupo de los conquistadores originales, por lo que no recibieron los mismos privilegios, ya que la mayoría eran pobres y agricultores.
De este modo comenzaron las plantaciones de cacao, maíz, frijoles, índigo  que eran realizados por mano de obra indígena y también el ganado vacuno, mulas, caballos y crianza de gallinas, que eran realizadas por Mestizos y españoles, debido a que en muchas partes la mano de obra era muy reducida comenzaron a llegar más españoles.
En los siguientes años la provincia fue completamente olvidada debido a que no poseía piedras preciosas y era parte de las regiones aisladas de la corona, inmigrantes españoles comenzarían a llegar por un producto con mucha demanda y buenos precios, el añil. A diferencia de las élites de otras provincias centroamericanas del imperio, las cuales nunca encontraron una actividad económica importante y languidecieron durante los tres siglos de la Colonia, la élite salvadoreña promovió la producción y exportación del añil. Este colorante, que se obtiene de la planta llamada jiquilete en El Salvador, había sido producido en pequeña escala por los pueblos nativos para su comercio con México. En Europa, se le conocía como el mejor tinte para teñir las telas de azul y tenía un precio altísimo, pues se traía desde la India, donde lo compraban los holandeses e ingleses en el siglo XVII.
La disminución de la población indígena dejó vastas superficies de terreno apto disponibles y el plantador español de añil reclamó su posesión en forma de haciendas por muchas partes del país, en los años siguientes la provincia era menos regida por casta y cada menos había diferencia entre clases.
Las reformas borbónicas se aceleraron en la segunda mitad del siglo XVIII, llegando un importante números de inmigrantes españoles y familias pobres de España, principalmente de Galicia y Asturias.

### Mestizaje
Durante el período colonial, se produjo un proceso de mestizaje entre personas indígenas, negras y españolas. En los primeros años de la época colonial la población de El Salvador eran 50 % mestiza, blanca y mulata y 50 % indígena. Las villas de San Salvador y San Miguel eran comunidades muy pequeñas, que oscilaban entre veinte y cien pobladores españoles, pero la comunidad española se establecía.
En 1790, el gobernador de San Salvador, Francisco Luis Héctor de Carondelet, ordenó a familias del norte de España (Galicia y Asturias) que se asentasen en la zona para compensar la falta de indígenas para trabajar la tierra. Los asentamientos importantes fueron el norte y centro de El Salvador , donde pronto comenzó un proceso de mestizaje.
En 1805, el 78 % de la población era mestiza, blanca y mulata y el 22 % indígena. Esto tuvo que ver con el crecimiento de las aldeas, villas, y rancherías de españoles que fueron quitando espacio a los indígenas, que los fueron apartando de sus tierras comunales.

### SiglosXIXyXX

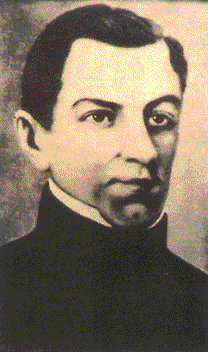
El general Manuel José de Arce y Fagoaga, uno de los próceres de la independencia de ascendencia española

Cuando El Salvador alcanzó su independencia, la población criolla era escasa. Había algo más de 50.000 criollos de más de 250,000 habitantes que tenía en El Salvador en ese momento (20 % de la población). La población mestiza y la criolla representaba al 78%, que ya tenían un ancestro español, principalmente de Galicia y Asturias, quienes dejaron su herencia y su cultura.

El 24 de junio de 1865, El Salvador y España establecieron relaciones diplomáticas y firmaron un Tratado de Paz y Amistadconforme al cual: 
Artículo 7.º Los ciudadanos salvadoreños en España y los súbditos españoles en el Salvador podrán ejercer libremente sus oficios y profesiones, poseer, comprar y vender por mayor y menor toda especie de bienes y propiedades muebles ó inmuebles, extraer del país sus valores íntegramente, disponer de ellos en vida ó por muerte, y suceder en los mismos por testamento ó abintestato, todo con arreglo á las leyes del país, en los mismos términos y bajo de iguales condiciones y adeudos que usen ó usaren los de la nación más favorecida.
Durante el siglo XIX y XX se estima que unos 15.000 a 18.000 españoles dejaron España para emigrar hacia El Salvador, entrando en olas desde 1871, la mayoría para mejorar sus condiciones, emprender negocios y huyendo de hambre.
La migración ha estado presente desde principios del siglo XIX, comenzando con la inmigración de judíos sefardíes provenientes de España. A partir de 1871 la historiografía salvadoreña habla de un período de “reformas liberales”, inició la llegada de inmigrantes, entre ellos los españoles, que arribaron para emprender sus viajes de negocios en plantaciones de café, azúcar y ganado.Las proyecciones más optimistas cifran que alrededor de 5.000  a 10.000 españoles se asentaron en el país desde 1821 a 1900 (siendo la mayoría gallegos).
En 1900, una ola de inmigrantes comenzaron a emigrar hacia El Salvador de forma grupal principalmente gallegos y castellanos, que llegaron al país para emprender negocios. Durante esa época se estimaba que había unos 3.000 españoles viviendo en el país, aunque los registros no mostraba correctamente el número exacto, la cifra varía mucho.
En 1920, muchos españoles comenzaron a emigrar hacia El Salvador, se asentaron en San Salvador principalmente debido a que era el centro económico del país y establecen sus negocios en esa zona. También en ese mismo lapso, entre 1910 a 1930, llegaron muchos campesinos españoles para mejorar sus condiciones, la mayoría de estos se asentaron en el campo para trabajar en tierras,principalmente en el Nororiente, Noroccidente y Norcentro del país.
Entre 1930 a 1960 llegaron al país algunos españoles, que lograron representar un número considerable de la fuerza trabajadora.

### SigloXXI

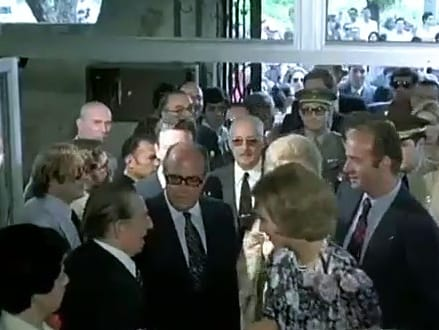
Visita real al Centro Español en 1977.

Según datos del Instituto Nacional de Estadística en 2024 el número de españoles en El Salvador registrados era de 2.877aunque es muy difícil sacar una cuenta de salvadoreños de ascendencia española ya que la mayoría de los salvadoreños de ascendencia española poseen rasgos raciales mediterráneos: piel aceitunada y cabello y ojos oscuros (negros o castaños oscuros) y se identifican como mestizos. Según un estudio la población mestiza y blanca en El Salvador representan alrededor del 90% los que son descendientes de españoles. Además la mayoría de los salvadoreños tienen apellidos españoles.

#### Consejo de Residentes
En 2016, el censo electoral de residentes ausentes que viven en el extranjero (CERA) registró los 1.170 inscritos, por lo que se procedió a convocar elecciones de representantes en el Consejo de Residentes-CRE. Las elecciones resultaron fallidas, no constituyéndose el Consejo. En 2021, con 1.957 personas censadas se convocaron nuevamente elecciones siendo elegida con 165 votos a favor de la candidatura presentada por el Centro Español en El Salvador, por lo que quedaron proclamados como elegidos los 7 candidatos de la lista y quedó finalmente constituido el Consejo de Residentes Españoles en El Salvador. Desde entonces, los residentes en El Salvador cuentan igualmente con 1 consejero en el Consejo General de la Ciudadanía Española en el Exterior.

## Regiones de origen

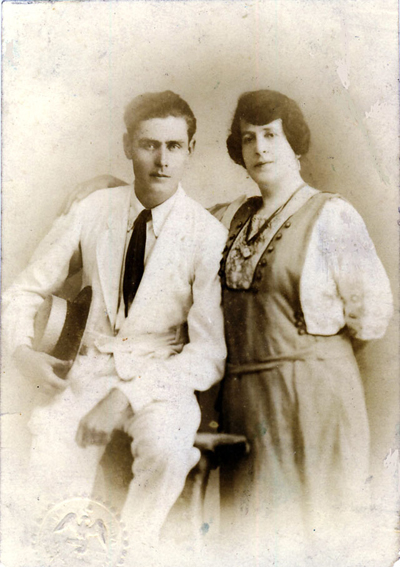
Salarrué y su madre. Salarrué fue un importante escritor, poeta y pintor salvadoreño. De ascendencia española, su padre Alejandro Arrué Jiménez llegó a El Salvador procedente del País Vasco.

La procedencia de los españoles que llegaron a El Salvador eran de todas las regiones pero dos en específico emigraron de forma más masiva, de Galicia y Asturias.
Los primeros colonos españoles que llegaron al País eran Gallegos, Andaluces y Asturianos, durante la colonia los españoles que llegaron más adelante eran en su absoluta mayoría Gallegos y Asturianos. También llegaron de Cantabria y País Vasco, a comparación de otros Países, donde los que llegaron podían gozar de ser más privilegiados, los que llegaron a El Salvador eran campesinos, agricultores y familias pobres en su mayoría que no gozaban los mismos privilegios. Después de la colonia los que emigraron en su mayoría eran Gallegos, que emigraron de forma masiva, en su parte también vinieron de Castellanos, Asturianos, Vascos y Catalanes pero en menor
medida.

### Galicia
Los Gallegos fueron los españoles que más emigraron hacia el país. Durante la Colonia junto los asturianos, representaban absolutamente la mayoría de los españoles en el país y después de la Colonia fueron la comunidad española que más emigraron hacia el país, de hecho más de la mitad de los españoles que emigraron hacia el País eran de esta región. El Salvador fue unos de los principales receptores de gallegos en Centroamérica durante y después de la colonia. Los gallegos eran principalmente de la provincia de La Coruña y Pontevedra.
Los Principales asentamientos de los gallegos que llegaron después de la Colonia era todo el país pero Principalmente en San Salvador, San Miguel , Norte de Santa Ana, Norte de la Unión y Chalatenango. Posteriormente sus descendientes emigraron hacia otras partes del país.

### Asturias

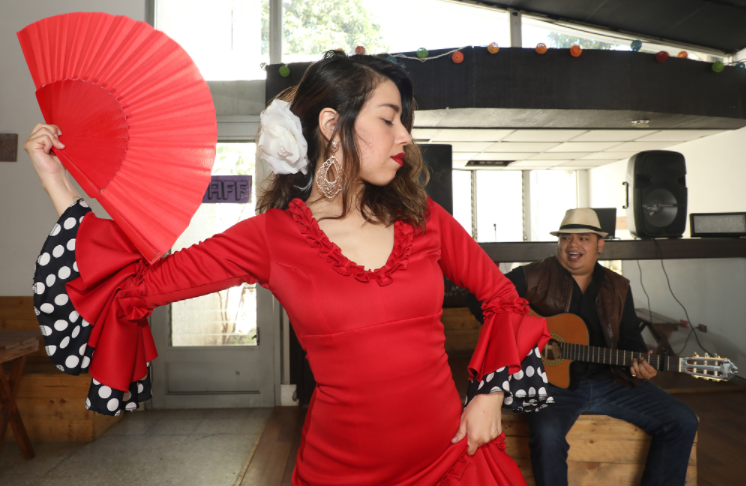
Mujer Salvadoreña bailando el flamenco, baile español reconocido mundialmente

Los Asturianos emigraron fundamentalmente a El Salvador. Durante la Colonia representaban la segunda comunidad española en el país, después de la colonia, los asturianos que emigraron eran en su mayoría campesinos y obreros que huían de hambre y querían mejorar sus condiciones de vida, Los Asturianos después de los Gallegos, fue unas de las comunidades que más emigró hacia el país después de la colonia. Los Asturianos eran originarios principalmente de Oviedo y Gijón.
Sus Principales asentamientos fueron Chalatenango, San Salvador, Norte de Santa Ana y Norte de la Unión, Posteriormente sus descendientes emigraron hacia otras partes del
País, debido a que los asturianos eran campesinos y obreros que fueron a trabajar en tierras y mejorar sus condiciones.

### Andalucía
La inmigración andaluza data desde la época colonial del El Salvador, emigraron desde los puertos más importantes de Andalucía, entre 1880 a 1930, emigraron miles de andaluces al país, principalmente originarios de las provincias de Almería, Cádiz, Granada y Málaga. Los principales departamentos donde se asentaron los Andaluces fueron San Salvador, Santa Ana y San Miguel, los andaluces conforman el tercer grupo de españoles más numerosos de la nación.

### Canarias
La Inmigración canaria no fue tan numerosa como la que recibió Puerto Rico, Cuba, Venezuela y Uruguay, pero llegaron grupos numerosos de inmigrantes canarios entre 1880 a 1930, se estima que 1.500 canarios emigraron en esa época, la mayoría de los Canarios eran originarios de Tenerife y Fuerteventura, además la mayoría de los canarios que emigraron hacia el País eran obreros que venían a trabajar en diferentes áreas de cultivos, además debido a que el gobierno había promovido los movimientos migratorios provenientes de Europa
Los Canarios se establecieron principalmente en los Departamentos Orientales como San Miguel y La Union, pero también en Santa Ana y San Salvador, fueron el cuarto grupo de españoles que más emigraron a la nación con el mismo peso que los vascos y catalanes.

### Cataluña
La Inmigración catalana no fue tan numerosa como la Gallega, entre 1880 a 1930, llegaron varios grupos de comerciantes y empresarios catalanes al país, principalmente para establecerse permanentemente al país y trabajar en áreas rurales, estos llegaron en Embarcaciones y se establecieron en San Salvador y sus alrededores: Antiguo Cuscatlán,  Quezaltepeque y Santa Tecla. También se asentaron en Cojutepeque, y por ese motivo los embutidos que en dicho pueblo elaboraban con recetas precolombinas se fusionaron con las recetas de embutidos catalanes, generando una producto propio del pueblo. 
Los primeros catalanes que llegaron a El Salvador  fue en la segunda mitad del siglo XVIII, con la aparición de las reformas borbónicas impulsadas por Carlos III, que tenían como finalidad el libre comercio de todas las regiones de la península ibérica con América. La primera oleada de inmigrantes catalanes que llegó a El Salvador estuvo encabezada por Martin Llach Piferrer y su esposa, Francisca Capdevila Bosch. A ellos se unió posteriormente José Sagrera y Garriga, quien en 1873 estableció la primera ferretería del país, conocida como Ferretería Sagrera, ubicada en el portal nororiental frente al parque Libertad. Posteriormente en 1877  llegan más comerciantes catalanes y en 1900 comienzan a llegar más en masa, principalmente catalanes que tenían una visión económica. La mayoría de los catalanes son originalmente de Barcelona, de la provincia de Tarragona -especialmente Sarral- como es el caso del inmigrante Pablo Llort Anglés.
Los Catalanes se adaptaron al país e hicieron grandes actividades como poner varios negocios y comercios importantes. El registro de apellidos de los primeros catalanes en El Salvador son las familias inmigrantes: Andreu, Aymá, Bou, Clará, Domenech, Duke, Llort, Mateu, Molins, Panadés, Poma, Sagarra, Saprissa, Vidrí

### País Vasco

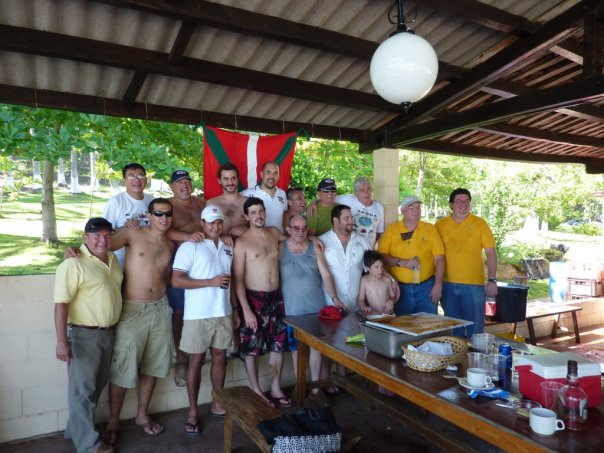
Reunión de la comunidad vasca en la playa

La inmigración vasca a El Salvador estuvo presente desde la época colonial del país, se destacan varios grupos vascos en el país y conquistadores como colonos, entre 1880 a 1930, emigraron muchos vascos, la mayoría de los vascos que llegaron al país en esa época, trabajan en comercios y algunos eran profesionales, en su amplia mayoría se asentaron en San Salvador.

## Cultura

### Lengua
El idioma más utilizado del país es el castellano, el cual ha evolucionado a lo largo de los años en el español salvadoreño, que constituye la variedad vernácula de la lengua y un factor clave para la identidad cultural. 

### Gastronomía
La influencia española en la gastronomía salvadoreña es muy importante, los españoles introdujeron ganado caballar, ovino y caprino, embutidos, lácteos  y muchas otras más que se esparcieron por toda la región. La gastronomía española se mezcló con la gastronomía mesoamericana y un claro ejemplo de ello es la Sopa de Patas que es la evolución de lo que una vez fuera la sopa de Callos a la Madrileña en la cocina colonial. 
De ahí nacieron varios platos salvadoreños de origen español y mesoamericano. Un claro ejemplo serían los panes rellenos de pollo, el pollo fue introducido por los españoles durante la época colonial.
Es importante mencionar que las mujeres catalanas establecidas en Cojutepeque en el siglo XIX enseñaron a las mujeres locales la preparación de los embutidos, ya que ellas tenían conocimientos de técnicas meramente europeas como: Embutir con tripa natural, especiar y secar. Aquí se dio un caso de fusión cultural, pues al usar ingredientes locales como el achiote, semillas de calabaza, locoro y otros, generó el característico chorizo cojutepecano.  De aquí en este pueblo nace la Butifarra Cojutepecana del catalán botifarra, el chorizo de Cojutepeque del catalán xoriç y el salchichón, del catalán salcichón. 
En el tema de los lácteos como la fabricación de crema y varias variedades de queso con ingredientes adicionales, el queso más conocido es la cuajada.
En la repostería, se puede considerar al pan, churros,herraduras, alfajores, troncos o piononos y galletas.

### Arte y cultura

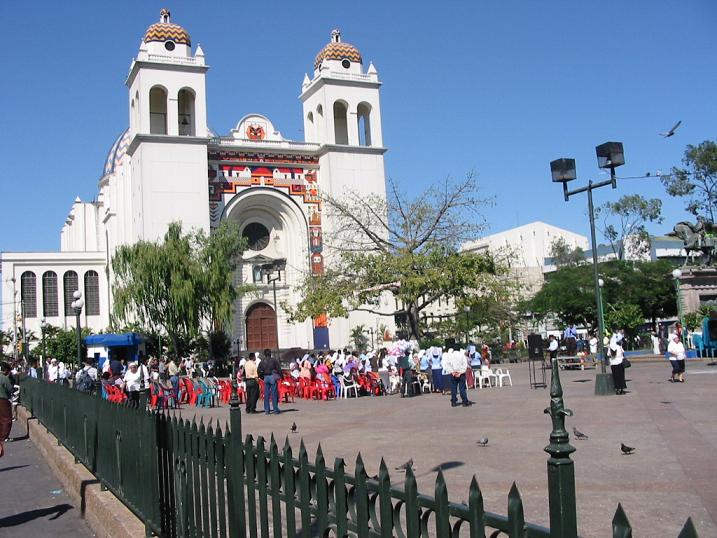
Catedral Metropolitana de San Salvador.

Existe la influencia española en El Salvador en la escena artística salvadoreña. En el siglo XIX encontramos a varios artistas de origen español que residieron en el país y crearon escuelas de artes. En la pintura vemos a Valero Lecha, o a Edmundo Barbero en las artes escénicas. En el siglo XX hay otros personajes destacados como Luis Valdivieso y  Ferran Caum en el cine o Santiago Nogales en el teatro. 
Así mismo, la cultura artística hispano-salvadoreña se destaca principalmente en la infraestructura, música y danzas, principalmente de origen gallega, asturiana y andaluz.
En la danza nacional destacan la danza de los historiantes, que se trata de la pelea entre moros y cristianos,esta tiene su origen en El Salvador desde la época colonial y desciende dela celebración típica española de Moros y cristianos, entre otras danzas esta la gigantona de jocoro y las máscaras tradicionales salvadoreñas que se usan en desfiles como los viejos de agostos y la gigantona de jocoro, estas máscaras tradicionales tienen una similitud con la tradición española de Gigantes y cabezudos.
La creación del Instituto Salvadoreño de Cultura Hispánica (1955) o del Centro Cultural de España en El Salvador (1997) son igualmente fuente de intercambios culturales entre artistas españoles y salvadoreños.

### Religión
La mitad de la población salvadoreña es católica ya que en la colonia muchos españoles enseñaban la Iglesia católica a los nativos. 
La Semana Santa es parte de la herencia española de los salvadoreños, una manifestación religiosa y laica que ha permanecido desde tiempos coloniales hasta nuestros días.

## Enlaces de interés

##### Colectividad
- Consejo de Residentes-CRE.
- Centro Español en El Salvador-Asociación de Beneficencia.
- Centro Vasco de El Salvador Euskal Etxea
- Casal Català d'El Salvador.

##### Empresas y sindicatos[30]
- Cámara Oficial de Comercio de España en El Salvador.
- Directorio de empresas españolas establecidas en El Salvador Archivado el 3 de septiembre de 2022 en Wayback Machine. del ICEX.
- Sección territorial de Comisiones Obreras.

##### Desarrollo social
- Colegio Español Padre Arrupe.
- Campus salvadoreño de la barcelonesa Fundación Universitaria Iberoamericana-FUNIBER.
- Coordinadora de ONGDS Españolas en El Salvador.
- Centro Cultural de España en El Salvador.
- Asociación Alcalá[31] de salvadoreños, antiguos estudiantes en España (disuelta).
- Instituto Salvadoreño de Cultura Hispánica (disuelto).

##### Deportes
- Penya del Barça en El Salvador.[32]
- Peña Madridista El Salvador.
- Peña Cadista Fundamagico.[33]
- Peña Bética Amputados El Salvador.[34]
- Fundamadrid - Fundación Amigos del Real Madrid de El Salvador.
- Federación de Pelota Vasca y Frontón de El Salvador.